# Globorotalites
Globorotalites es un género de foraminífero bentónico de la familia Globorotalitidae, de la superfamilia Chilostomelloidea, del suborden Rotaliina y del orden Rotaliida. Su especie tipo es Globorotalia multisepta. Su rango cronoestratigráfico abarca desde el Albiense (Cretácico inferior) hasta el Maastrichtiense (Cretácico superior).

## Clasificación
Globorotalites incluye a las siguientes especies:
- Globorotalites acuticarinata †
- Globorotalites alaskensis †
- Globorotalites aptiensis †
- Globorotalites bartensteini †
- Globorotalites brotzeni †
- Globorotalites djaffaensis †
- Globorotalites emdyensis †
  - Globorotalites emdyensis planoconvexus †
- Globorotalites hangensis †
- Globorotalites hiltermanni †
- Globorotalites intercedens †
- Globorotalites lobata †
- Globorotalites micheliniana †
- Globorotalites moskvini †
  - Globorotalites moskvini planus †
- Globorotalites multisepta †
- Globorotalites ouachensis †
- Globorotalites perforatus †
- Globorotalites polonica †
- Globorotalites tappanae †
- Globorotalites turonicus †
- Globorotalites umbonatus †

Otra especie considerada en Globorotalites es:
- Globorotalites westfalicus †, de posición genérica incierta